# Сны Чанга
«Сны Чанга» — рассказ Ивана Алексеевича Бунина, написанный в 1916 году. Один из наиболее характерных бунинских рассказов предреволюционной поры.
Чанг — это собака, которая видит сны. По мнению Г. Н. Манчука, образ Чанга — это alter ego самого писателя.
Повествование в тексте строится на переходах от реальности ко сну, причем некоторые переходы не обозначаются автором конкретно. Одним из ведущих мотивов произведения является мотив «взаимопроницаемости разновременных реальностей», отражающий чувственное восприятие мира.
Е. В. Саушева отмечает: «„Сны Чанга“ — это один из самых загадочных и сложных для понимания рассказов писателя, в котором очень емко и полно представлена философия жизни Бунина, переданная через судьбы его героев и восприятие ими окружающего».